# Platygastroidea
Platygastroidea is een superfamilie uit de orde van de vliesvleugeligen (Hymenoptera).

## Families
(Indicatie van aantallen soorten per familie tussen haakjes)
- Platygastridae  (521)
- Scelionidae  (585)